# Caucho etileno-propileno-dieno

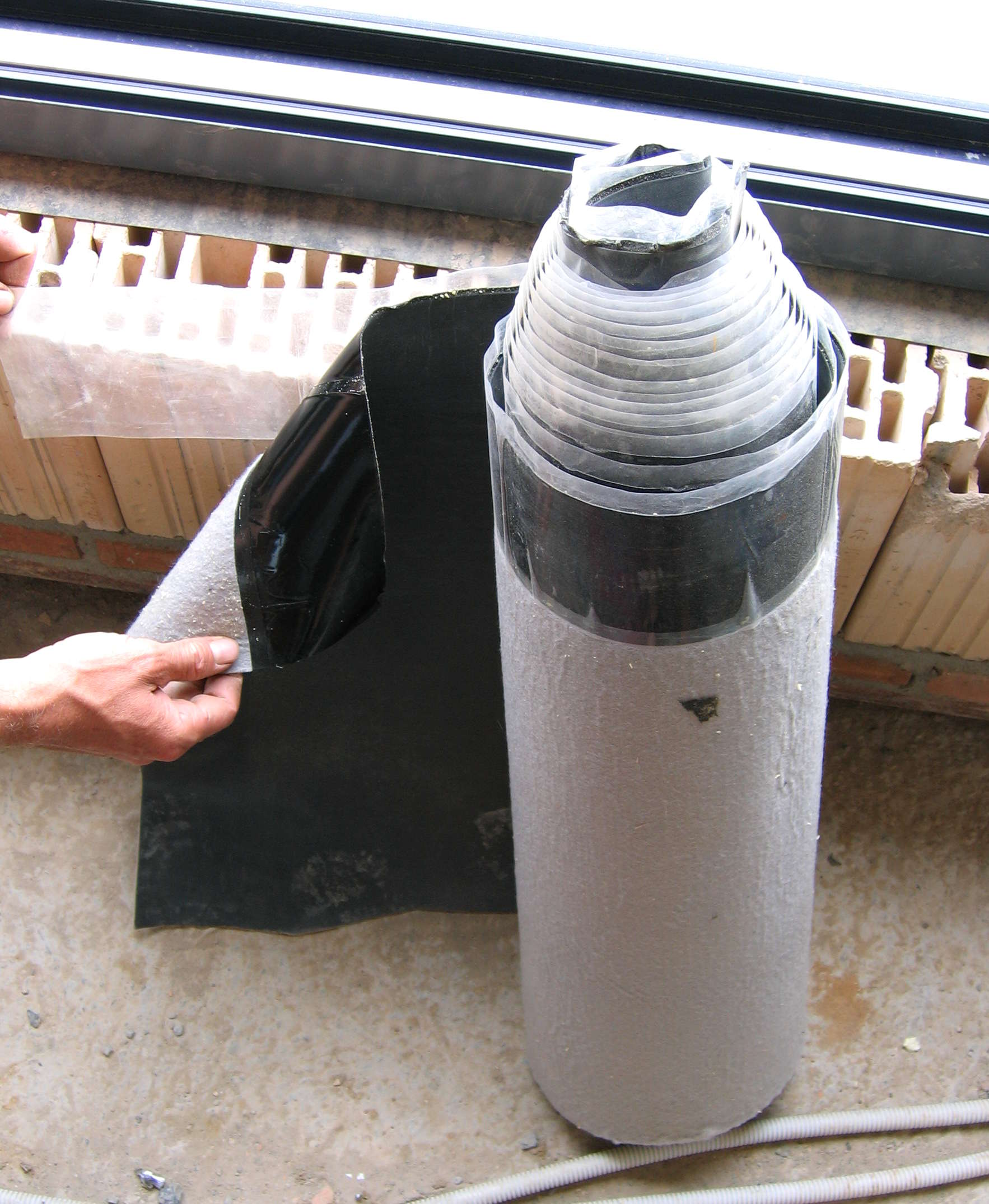
Lámina impermeabilizante de EPDM.

El caucho de etileno propileno dieno o EPDM (Etileno Propileno Dieno tipo M ASTM) es un termopolímero [cita requerida] elastómero que tiene buena resistencia a la abrasión y al desgaste. La composición de este material contiene entre un 45% y un 75% de etileno, siendo en general más resistente cuanto mayor sea este porcentaje.
Tiene buenas propiedades como aislamiento eléctrico, una resistencia muy buena a los agentes atmosféricos, ácidos y álcalis, y a los productos químicos en general, siendo susceptible a ataque por aceites y petróleos. La temperatura de trabajo oscila entre los -40 y los 140 °C.
Se obtiene como un tercer monómero, y resulta especialmente útil para el sellado de líquidos hidráulicos de éster fosfatado, y en sistemas de frenado que utilicen líquidos con base de glicol.   También se utiliza en el sellado de juntas en los automóviles, y como lámina impermeabilizante de cubiertas en la edificación.